# ATP Pune

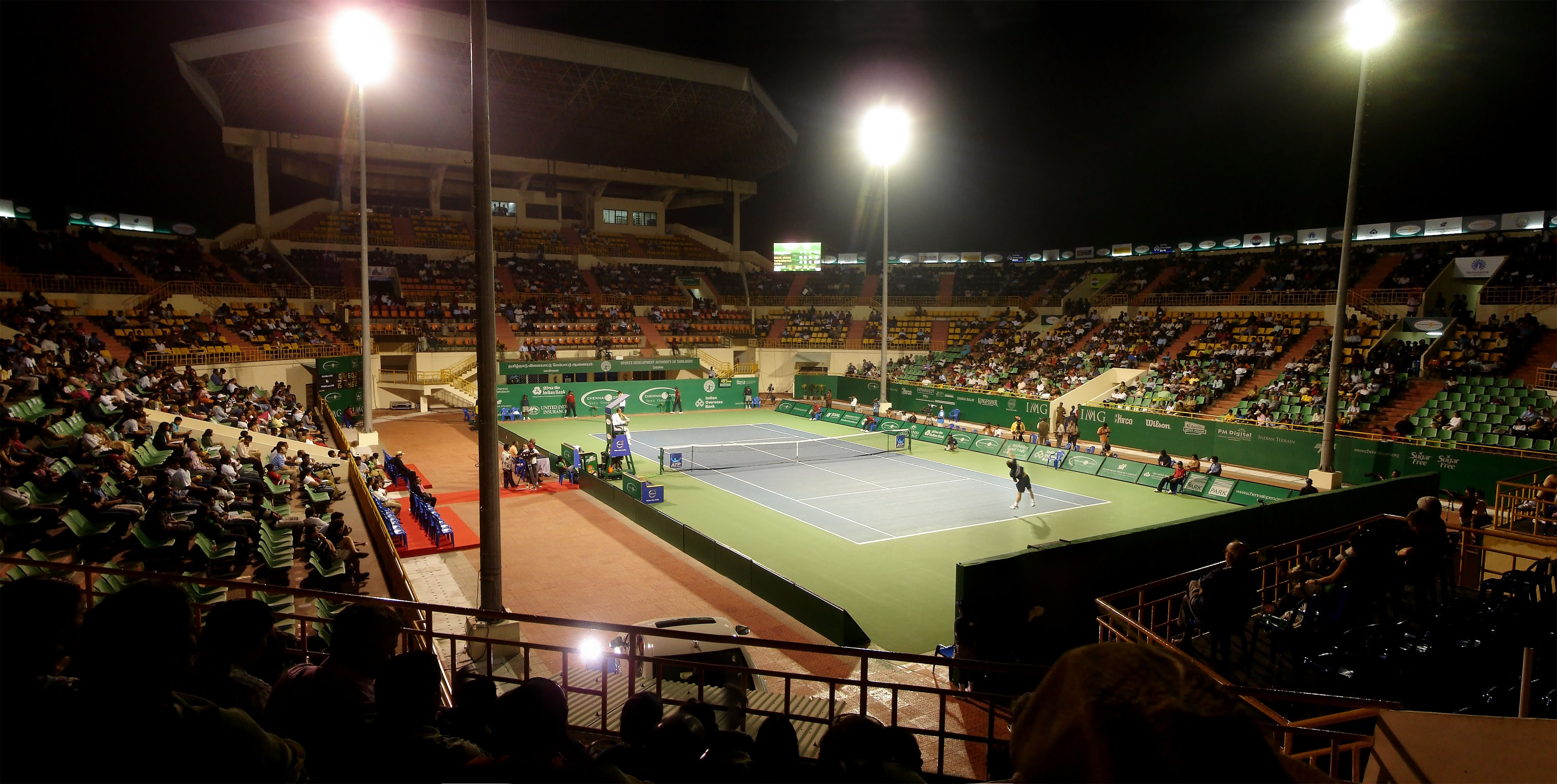
Das SDAT Tennis Stadium

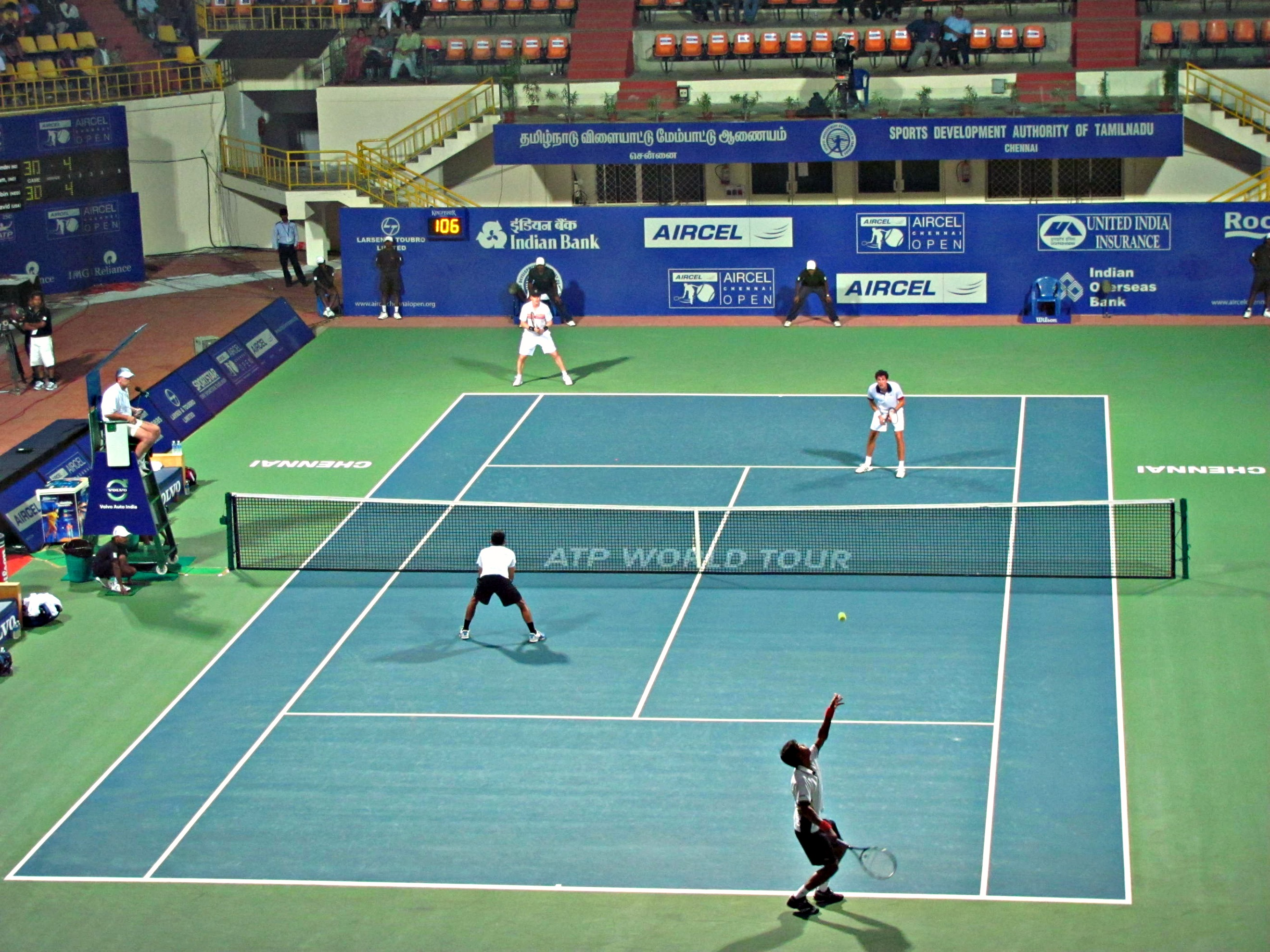
Centre Court im Jahr 2011

Das ATP-Turnier von Pune (zuletzt offiziell Tata Open Maharashtra) war ein jährlich im indischen Pune ausgetragenes Herren-Tennisturnier.

## Geschichte
Die erste Veranstaltung wurde 1996 noch in Neu-Delhi ausgetragen. In der darauffolgenden Saison erfolgte der Wechsel in das SDAT Tennis Stadium in Chennai. 2018 zog das Turnier in das etwa 1000 km entfernte Pune um, wo es fortan ausgetragen wurden.
Es gehörte neben den Turnieren in Brisbane und Doha zu den drei Veranstaltungen, die alljährlich das Tennisjahr eröffneten und war wie diese Teil der ATP Tour 250. Aufgrund des gleichen Belages und ähnlichen Bedingungen wie bei den Australian Open, die zwei Wochen später stattfanden, eignete sich das Turnier gut zur Vorbereitung auf das erste Grand-Slam-Turnier des Jahres. Durch die erstmalige Austragung des ATP Cup zu Beginn des Jahres 2020 wurde das Turnier auf Anfang Februar verschoben und fand damit direkt nach den Australian Open statt.
2023 endete der Vertrag des Turniers. Die Lizenz ging für die Ausgabe 2024 nach Hongkong.

## Siegerliste
Rekordsieger im Einzel mit vier Siegen ist der Schweizer Stan Wawrinka, der die Austragungen 2011 und 2014 bis 2016 gewinnen konnte. Im Doppel gewann Leander Paes das Turnier sechsmal, davon fünfmal an der Seite von Mahesh Bhupathi.

### Einzel
| Austragungsort | Jahr | Sieger                | Finalist               | Finalergebnis    |
| -------------- | ---- | --------------------- | ---------------------- | ---------------- |
| Pune           | 2023 | Tallon Griekspoor     | Benjamin Bonzi         | 4:6, 7:5, 6:3    |
| Pune           | 2022 | João Sousa            | Emil Ruusuvuori        | 7:69, 4:6, 6:1   |
| Pune           | 2021 | abgesagt              | abgesagt               | abgesagt         |
| Pune           | 2020 | Jiří Veselý           | Jahor Herassimau       | 7:62, 5:7, 6:3   |
| Pune           | 2019 | Kevin Anderson        | Ivo Karlović           | 7:64, 6:72, 7:65 |
| Pune           | 2018 | Gilles Simon          | Kevin Anderson         | 7:64, 6:2        |
| Chennai        | 2017 | Roberto Bautista Agut | Daniil Medwedew        | 6:3, 6:4         |
| Chennai        | 2016 | Stan Wawrinka (4)     | Borna Ćorić            | 6:3, 7:5         |
| Chennai        | 2015 | Stan Wawrinka (3)     | Aljaž Bedene           | 6:3, 6:4         |
| Chennai        | 2014 | Stan Wawrinka (2)     | Édouard Roger-Vasselin | 7:5, 6:2         |
| Chennai        | 2013 | Janko Tipsarević      | Roberto Bautista Agut  | 3:6, 6:1, 6:3    |
| Chennai        | 2012 | Milos Raonic          | Janko Tipsarević       | 6:74, 7:64, 7:64 |
| Chennai        | 2011 | Stan Wawrinka (1)     | Xavier Malisse         | 7:5, 4:6, 6:1    |
| Chennai        | 2010 | Marin Čilić (2)       | Stan Wawrinka          | 7:62, 7:63       |
| Chennai        | 2009 | Marin Čilić (1)       | Somdev Devvarman       | 6:4, 7:63        |
| Chennai        | 2008 | Michail Juschny       | Rafael Nadal           | 6:0, 6:1         |
| Chennai        | 2007 | Xavier Malisse        | Stefan Koubek          | 6:1, 6:3         |
| Chennai        | 2006 | Ivan Ljubičić         | Carlos Moyá            | 7:66, 6:2        |
| Chennai        | 2005 | Carlos Moyá (2)       | Paradorn Srichaphan    | 3:6, 6:4, 7:65   |
| Chennai        | 2004 | Carlos Moyá (1)       | Paradorn Srichaphan    | 6:4, 3:6, 7:65   |
| Chennai        | 2003 | Paradorn Srichaphan   | Karol Kučera           | 6:3, 6:1         |
| Chennai        | 2002 | Guillermo Cañas       | Paradorn Srichaphan    | 6:4, 7:62        |
| Chennai        | 2001 | Michal Tabara         | Andrei Stoljarow       | 6:2, 7:64        |
| Chennai        | 2000 | Jérôme Golmard        | Markus Hantschk        | 6:3, 6:76, 6:3   |
| Chennai        | 1999 | Byron Black           | Rainer Schüttler       | 6:4, 1:6, 6:3    |
| Chennai        | 1998 | Patrick Rafter        | Mikael Tillström       | 6:3, 6:4         |
| Chennai        | 1997 | Mikael Tillström      | Alex Rădulescu         | 6:4, 4:6, 7:5    |
| Neu-Delhi      | 1996 | Thomas Enqvist        | Byron Black            | 6:2, 7:63        |

### Doppel
| Austragungsort | Jahr                                    | Sieger                                | Finalisten                             | Finalergebnis      |
| -------------- | --------------------------------------- | ------------------------------------- | -------------------------------------- | ------------------ |
| Pune           | 2023                                    | Sander Gillé Joran Vliegen            | N. Sriram Balaji Jeevan Nedunchezhiyan | 6:4, 6:4           |
| Pune           | 2022                                    | Rohan Bopanna (3) Ramkumar Ramanathan | Luke Saville John-Patrick Smith        | 6:710, 6:3, [10:6] |
| Pune           | 2021                                    | abgesagt                              | abgesagt                               | abgesagt           |
| Pune           | 2020                                    | André Göransson Christopher Rungkat   | Jonathan Erlich Andrej Wassileuski     | 6:2, 3:6, [10:8]   |
| Pune           | 2019                                    | Divij Sharan Rohan Bopanna (2)        | Luke Bambridge Jonny O’Mara            | 6:3, 6:4           |
| Pune           | 2018                                    | Robin Haase Matwé Middelkoop          | Pierre-Hugues Herbert Gilles Simon     | 7:65, 7:65         |
| Chennai        |                                         |                                       |                                        |                    |
| 2017           | Rohan Bopanna (1) Jeevan Nedunchezhiyan | Purav Raja Divij Sharan               | 6:3, 6:4                               |                    |
| 2016           | Oliver Marach Fabrice Martin            | Austin Krajicek Benoît Paire          | 6:3, 7:5                               |                    |
| 2015           | Lu Yen-hsun (2) Jonathan Marray         | Raven Klaasen Leander Paes            | 6:3, 7:64                              |                    |
| 2014           | Johan Brunström Frederik Nielsen        | Marin Draganja Mate Pavić             | 6:2, 4:6, [10:7]                       |                    |
| 2013           | Benoît Paire Stan Wawrinka              | Andre Begemann Martin Emmrich         | 6:2, 6:1                               |                    |
| 2012           | Leander Paes (6) Janko Tipsarević       | Jonathan Erlich Andy Ram              | 6:4, 6:4                               |                    |
| 2011           | Mahesh Bhupathi (5) Leander Paes (5)    | Robin Haase David Martin              | 6:2, 6:73, [10:7]                      |                    |
| 2010           | Marcel Granollers Santiago Ventura      | Lu Yen-hsun Janko Tipsarević          | 7:5, 6:2                               |                    |
| 2009           | Eric Butorac Rajeev Ram                 | Jean-Claude Scherrer Stan Wawrinka    | 6:3, 6:4                               |                    |
| 2008           | Sanchai Ratiwatana Sonchat Ratiwatana   | Marcos Baghdatis Marc Gicquel         | 6:4, 7:5                               |                    |
| 2007           | Xavier Malisse Dick Norman              | Rafael Nadal Bartolomé Salvá Vidal    | 7:64, 7:64                             |                    |
| 2006           | Michal Mertiňák Petr Pála               | Prakash Amritraj Rohan Bopanna        | 6:2, 7:5                               |                    |
| 2005           | Lu Yen-hsun (1) Rainer Schüttler        | Mahesh Bhupathi Jonas Björkman        | 7:5, 4:6, 7:64                         |                    |
| 2004           | Rafael Nadal Tommy Robredo              | Jonathan Erlich Andy Ram              | 7:63, 4:6, 6:3                         |                    |
| 2003           | Julian Knowle Michael Kohlmann          | František Čermák Leoš Friedl          | 7:61, 7:63                             |                    |
| 2002           | Mahesh Bhupathi (4) Leander Paes (4)    | Tomáš Cibulec Ota Fukárek             | 5:7, 6:2, 7:5                          |                    |
| 2001           | Byron Black Wayne Black                 | Barry Cowan Mosé Navarra              | 6:3, 6:4                               |                    |
| 2000           | Julien Boutter Christophe Rochus        | Saurav Panja Srinath Prahlad          | 7:5, 6:1                               |                    |
| 1999           | Mahesh Bhupathi (3) Leander Paes (3)    | Wayne Black Neville Godwin            | 4:6, 7:5, 6:4                          |                    |
| 1998           | Mahesh Bhupathi (2) Leander Paes (2)    | Olivier Delaître Maks Mirny           | 6:7, 6:3, 6:2                          |                    |
| 1997           | Mahesh Bhupathi (1) Leander Paes (1)    | Oleg Ogorodov Eyal Ran                | 7:6, 7:5                               |                    |
| Neu-Delhi      | 1996                                    | Jonas Björkman Nicklas Kulti          | Byron Black Sandon Stolle              | 4:6, 6:4, 6:4      |